# Asterolasia phebalioides
Asterolasia phebalioides är en vinruteväxtart som beskrevs av George Bentham. Asterolasia phebalioides ingår i släktet Asterolasia och familjen vinruteväxter. Inga underarter finns listade i Catalogue of Life.